# Natalia Gelós
Natalia Gelós (Cabildo, provincia de Buenos Aires, 1979). Es una periodista argentina, reside en la Ciudad Autónoma de Buenos Aires y autora del libro Antonio Di Benedetto, periodista.

## Biografía
Oriunda de la localidad de Cabildo, en el partido de Bahía Blanca, es una periodista freelance que estudió comunicación social en la Universidad Nacional de La Plata (UNLP).  
De sus primeros tiempos de profesión ha declarado que recuerda con cariño: una entrevista al escritor Andrés Rivera, en la revista uruguaya, Brecha y una nota de la fábrica Zanón.
Fue columnista de reseñas y recomendaciones de libros para el programa de radio: Algo verde (el cine en la radio) y secretaria de redacción de la revista Bocadesapo. 
Sus artículos, crónicas y entrevistas salen en diversos medios: Suplemento Ideas, del diario La Nación, la revista Crisis, Anfibia y diario Clarín, entre otros.

## Académicas
Concursó por la Beca Nacional del Fondo Nacional de las Artes, con el fin de analizar a fondo la obra periodística del escritor mendocino, Antonio Di Benedetto.

## Obras y publicaciones
- Antonio Di Benedetto periodista. Editorial Capital Intelectual, 2011.
- Tensiones sobre el mapa.[3]
- Mundos íntimos. Desarraigo: extraño el pueblo en que nací pero no me quiero ir de Capital.[4]